# Coenosia iniqua
Coenosia iniqua är en tvåvingeart som beskrevs av Stein 1911. Coenosia iniqua ingår i släktet Coenosia och familjen husflugor. Inga underarter finns listade i Catalogue of Life.